# Kjell Jonevret

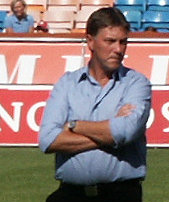
Kjell Jonevret.

Kjell Jonevret, född 28 juni 1962 i Stockholm, är en svensk före detta fotbollsspelare, senare tränare. Jonevret har varit verksam både som spelare och ledare i Sverige och Norge. 

## Spelarkarriär
Jonevret representerade BP 1979–1983 och 1985–1987. Han är den spelare som gjort flest mål för klubben genom alla tider. Som spelare representerade Jonevret även AIK och Vasalunds IF, samt norska Viking FK. I den sistnämnda klubben blev han Norgemästare, d.v.s. norsk cupmästare.

## Tränarkarriär
Jonevret avslutade spelarkarriären efter säsongen 1992 med Vasalund. De två därpå följande säsongerna fungerade han som assisterande tränare till Erik Hamrén i samma klubb. Under Hamrén-Jonevrets ledarskap föll Vasalund på bortamålsregeln i det allsvenska kvalet mot Örebro. Efter en säsong som tipselittränare i BP assisterade Jonevret ånyo Hamrén i två säsonger, denna gång i AIK.
Under sin första säsong som huvudtränare ledde Jonevret nykomlingen Sirius till en sjundeplats i norrettan 1998. Säsongerna 1999-2000 ledde Jonevret Västerås Sport i Division 1/Superettan. Under säsongerna 2001-2003 ledde Jonevret Café Opera till placeringar på övre halvan i Superettan.
Regerande allsvenska mästarna Djurgården hade en svag period sommaren 2004 och det var sen tidigare bestämt att man skulle införa en managerroll. Valet föll på Jonevret och han anställdes den 22 juli 2004 med en tillsvidareanställning.Det betydde också att nuvarande tränaren Zoran Lukic hoppade av. Det ledde till en klar förbättring och Djurgården förlorade bara två av de 14 kvarvarande matcherna och vann dessutom Svenska cupen. Året efter vann de både Allsvenskan och cupen. I augusti 2004 spelade man dessutom 2-2 borta mot Juventus med tränaren Fabio Capello i första mötet i den tredje och sista kvalomgången till Champions League. Under 2006 gick det sämre om den 29 september 2006 ersattes Jonevret som huvudtränare i Djurgården av Anders Grönhagen. Jonevret fungerade därefter som sportchef fram till den 14 november 2006, då klubben omorganiserade A-laget och han försvann.
Säsongerna 2007-2010 tränade Jonevret Molde, som han direkt tog upp från andradivisionen. Säsongen 2009 förde han laget till en andraplats i ligan och till cupfinal mot Aalesund som de förlorade efter straffsparkar. Den 30 augusti 2010 fick han sparken efter en svag period. Han efterträddes av Uwe Rösler som tränare för resterande del av säsongen. Beskedet om Kjell Jonevrets avsked skapade upprörda känslor bland Moldes fans med massiva insändarprotester och tack till Jonevret som följd.  
Han tillträdde som huvudtränare för Viking mitt i säsongen 2012. Efter säsongen 2016 fick han sparken. 
Den 20 februari 2017 blev Jonevret utsedd till huvudtränare för Orlando Pirates där han stannade säsongen ut. 
Den 31 augusti 2019 presenterades han som ny tränare för Superettan-laget IF Brommapojkarna, även då stannade han säsongen ut.
Den 1 juni 2023 tog han över Karlstad Fotboll. 

## Tränarstatistik
| Klubb                    | År                       | Division                 | Pl                       | M   | V   | O   | F   | Målskillnad | P   | Snitt | Notiser                      |
| ------------------------ | ------------------------ | ------------------------ | ------------------------ | --- | --- | --- | --- | ----------- | --- | ----- | ---------------------------- |
| IK Sirius                | 1998                     | Division 1 Norra         | 7                        | 26  | 10  | 6   | 10  | 29-27       | 36  | 1,39  |                              |
| Totalt IK Sirius         | Totalt IK Sirius         | Totalt IK Sirius         | Totalt IK Sirius         | 26  | 10  | 6   | 10  | 29-27       | 36  | 1,39  |                              |
| Västerås SK              | 1999                     | Division 1 Norra         | 6                        | 26  | 10  | 7   | 9   | 32-34       | 37  | 1,42  |                              |
| Västerås SK              | 2000                     | Superettan               | 5                        | 30  | 14  | 9   | 7   | 50-39       | 51  | 1,70  |                              |
| Totalt Västerås SK       | Totalt Västerås SK       | Totalt Västerås SK       | Totalt Västerås SK       | 56  | 24  | 16  | 16  | 82-73       | 88  | 1,57  |                              |
| FC Café Opera            | 2001                     | Superettan               | 5                        | 30  | 12  | 10  | 8   | 55-52       | 46  | 1,53  |                              |
| FC Café Opera            | 2002                     | Superettan               | 6                        | 30  | 12  | 8   | 10  | 48-45       | 44  | 1,47  |                              |
| FC Café Opera            | 2003                     | Superettan               | 7                        | 30  | 11  | 8   | 11  | 53-48       | 41  | 1,37  |                              |
| Totalt Café Opera        | Totalt Café Opera        | Totalt Café Opera        | Totalt Café Opera        | 90  | 35  | 26  | 29  | 156-145     | 131 | 1,46  |                              |
| Djurgårdens IF           | 2004                     | Allsvenskan              | 4                        | 14  | 8   | 4   | 2   | 24-12       | 28  | 2,00  | Brons, Cupguld               |
| Djurgårdens IF           | 2005                     | Allsvenskan              | 1                        | 26  | 16  | 5   | 5   | 60-26       | 53  | 2,04  | Guld, Cupguld, Årets tränare |
| Djurgårdens IF           | 2006                     | Allsvenskan              | 8                        | 20  | 8   | 6   | 6   | 22-18       | 30  | 1,50  | Sparkad                      |
| Totalt Djurgårdens IF    | Totalt Djurgårdens IF    | Totalt Djurgårdens IF    | Totalt Djurgårdens IF    | 60  | 32  | 15  | 13  | 106-56      | 111 | 1,85  |                              |
| Molde FK                 | 2007                     | 1. divisjon              | 1                        | 30  | 22  | 3   | 5   | 62-28       | 69  | 2,30  | Uppflyttning                 |
| Molde FK                 | 2008                     | Tippeligaen              | 9                        | 26  | 7   | 10  | 9   | 39-43       | 31  | 1,19  |                              |
| Molde FK                 | 2009                     | Tippeligaen              | 2                        | 30  | 17  | 5   | 8   | 62-35       | 56  | 1,87  | Vicemästare                  |
| Molde FK                 | 2010                     | Tippeligaen              | 14                       | 22  | 4   | 8   | 10  | 31-42       | 20  | 0,91  | Sparkad                      |
| Totalt Molde FK          | Totalt Molde FK          | Totalt Molde FK          | Totalt Molde FK          | 108 | 50  | 26  |     | 194-148     | 176 | 1,63  |                              |
| Viking FK                | 2012                     | Tippeligaen              | 5                        | 18  | 10  | 5   | 3   | 32-19       | 35  | 1,94  |                              |
| Viking FK                | 2013                     | Tippeligaen              | 5                        | 30  | 12  | 10  | 8   | 41-36       | 46  | 1,53  |                              |
| Viking FK                | 2014                     | Tippeligaen              | 10                       | 30  | 8   | 12  | 10  | 42-42       | 36  | 1,20  |                              |
| Viking FK                | 2015                     | Tippeligaen              | 5                        | 30  | 17  | 2   | 11  | 53-39       | 53  | 1,77  |                              |
| Viking FK                | 2016                     | Tippeligaen              | 8                        | 30  | 12  | 7   | 11  | 33-35       | 43  | 1,43  | Sparkad efter säsongen       |
| Totalt Viking FK         | Totalt Viking FK         | Totalt Viking FK         | Totalt Viking FK         | 138 | 59  | 36  | 43  | 201-181     | 213 | 1,54  |                              |
| Orlando Pirates          | 2016-17                  | Premier Soccer League    | 11                       | 12  | 2   | 7   | 3   | 11-12       | 13  | 1,08  |                              |
| Totalt Orlando Pirates   | Totalt Orlando Pirates   | Totalt Orlando Pirates   | Totalt Orlando Pirates   | 12  | 2   | 7   | 3   | 11-12       | 13  | 1,08  |                              |
| IF Brommapojkarna        | 2019                     | Superettan               | 15                       | 9   | 3   | 3   | 3   | 13-14       | 12  | 1,33  | Nedflyttning                 |
| Totalt IF Brommapojkarna | Totalt IF Brommapojkarna | Totalt IF Brommapojkarna | Totalt IF Brommapojkarna | 9   | 3   | 3   | 3   | 13-14       | 12  | 1,33  |                              |
| IF Karlstad Fotboll      | 2023                     | Ettan Norra              |                          | 0   | 0   | 0   | 0   | 0-0         | 0   | 0     |                              |
| Totalt IF Karlstad       | Totalt IF Karlstad       | Totalt IF Karlstad       | Totalt IF Karlstad       | 0   | 0   | 0   | 0   | 0-0         | 0   | 0     |                              |
| Hela karriären           | Hela karriären           | Hela karriären           | Hela karriären           | 499 | 215 | 135 | 149 | 792-656     | 780 | 1,56  |                              |

## Klubbar

### Som tränare
- Brommapojkarna (31/8 2019-14/11 2019, huvudtränare)
- Orlando Pirates (20/2 2017-2/8 2017, huvudtränare)
- Viking FK (19/6 2012-14/11 2016, huvudtränare)
- Molde FK (1/1 2007-30/8 2010, huvudtränare)
- Djurgården (22/7 2004-29/9 2006, huvudtränare)
- Café Opera (2001-2003, huvudtränare)
- Västerås SK (1999-2000, huvudtränare)
- Sirius (1998, huvudtränare)
- AIK (1996-97, assisterande tränare till Erik Hamrén)
- Brommapojkarna (1995, tipselittränare)
- Vasalunds IF (1993-1994, assisterande tränare till Erik Hamrén)

### Som spelare
- Vasalunds IF (1990-92)
- Viking FK (1988-90)
- Brommapojkarna (1985-87)
- AIK (1984-85)
- Brommapojkarna (1979-83)

## Meriter

### Meriter som tränare
- Svensk mästare: 2005 med Djurgården
- Svensk cupmästare: 2004 och 2005 med Djurgården

- Vice norsk cupmästere: 2009 med Molde
- Norsk vicemästare: 2009 med Molde

### Meriter som spelare
- Norsk cupmästere med Viking 1989
- Brommapojkarnas skyttekung genom alla tider